# Mormaer

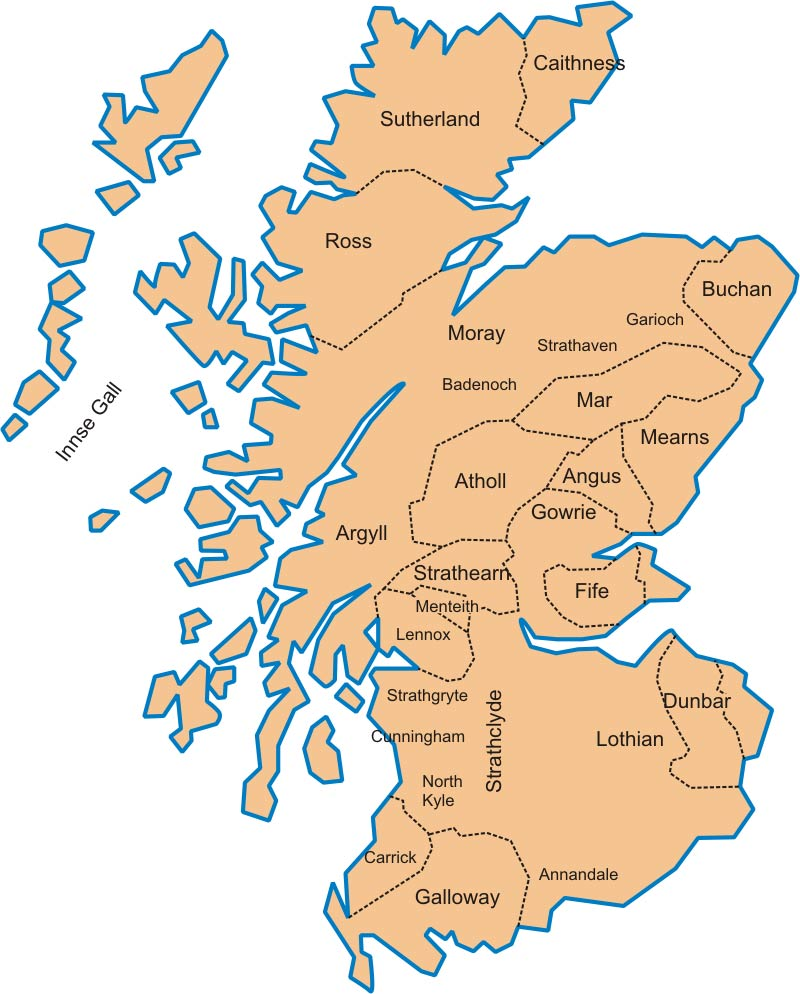
Provincie spravované mormaery

Mormaer (v gaelské skotštině mór – mhaor, v poangličtěné podobě mormaer) byl titul vysokého správce používaný v raném středověku ve Skotsku. Mormaer byl správce svěřeného území – provincie, a zodpovídal se pouze skotskému velekráli. V 11. století existovalo v tehdejším Skotsku šest severních provincií spravovaných mormaery:
- Moray – největší z provincií. Byla větší než dnešní správní území Moray. Rozkládala se od východního pobřeží dnešního Aberdeenshire k západnímu pobřeží.
- Fótha nebo též Atholl - provincie rozkládající se od Scone na východě k Mull of Kintyre na západě a zahrnující také ostrovy Arran, Jura, Islay, Mull a posvátný ostrov Iona. Mormaerové z Athollu měli přednostní právo na získání titulu skotského velekrále.
- Círech – území dnešního Angusu a Mearnsu.
- Cé – dnes Mar a Buchan.
- Fiobh – dnešní Fife.
- Fortriu – současný Strathearn.

Území jižně od řeky Clyde a zálivu Forth měla oproti severním provinciím odlišná teritoriální postavení. Nebyla spravována mormaery, ale králi pod nadvládou velekrále.
Územně největší a nejbohatší z mormaerských severních provincií byla Moray. Významnější postavení měl ale mormaer z Athollu, jelikož mormaerové z Athollu měli nepsané, ale uznávané, přednostní právo na získání titulu skotského velekrále. Mezi mormaery z Moray a Athollu tak panovala závist a nevraživost. Mormaerové z Moray ale nakonec titul velekrále také získali. Roku 1040 se stal velekrálem mormaer z Moray Macbeth I.